# Леон Деладер'єр
Леон Деладер'єр (фр. Léon Deladerrière, 26 червня 1927, Аннеллен — 11 березня 2013, Риксайм) — французький футболіст, що грав на позиції нападника. Виступав, зокрема, за клуби «Нансі» та «Тулуза», а також національну збірну Франції. По завершенні ігрової кар'єри — тренер, відомий за роботою в низці французьких клубів.

## Клубна кар'єра
У дорослому футболі Леон Деладер'єр дебютував 1947 року виступами за команду «Нансі», в якій грав до 1959 року, та був основним гравцем атакувальної ланки команди, взявши участь у 350 матчах чемпіонату, у яких відзначився 105 забитими м'ячами.
У 1959 році футболіст перейшов до клубу «Тулуза», за який грав до 1963 року, останні роки виступів був граючим головним тренером команди, після 1963 року повністю зосередився на тренерській кар'єрі.

## Виступи за збірну
У 1952 році Леон Деладер'єр дебютував у складі національної збірної Франції. У складі національної збірної грав до 1958 року, загалом провів у її формі 11 матчів, забивши 3 голи.

## Кар'єра тренера
Леон Деладер'єр розпочав тренерську кар'єру, ще продовжуючи грати на полі, 1961 року, очоливши тренерський штаб клубу «Тулуза», в якому працював до 1964 року. У цьому ж році перейшов на роботу головним тренером команди «Нансі», тренував команду з Нансі один рік. У 1965—1967 роках Деладер'єр очолював команду «Шатору», а в 1967—1972 очолював «Мюлуз». Останнім місцем тренерської роботи Леона Деладер'єра був клуб «Булонь», головним тренером команди якого він був протягом 1973 року. Помер колишній футболіст і тренер 11 березня 2013 року на 86-му році життя у місті Риксайм.